# Alonso Pérez de Alba
Alonso (Pérez) de Alba (o Alva) fue un compositor español del Renacimiento, en activo durante el reinado de los Reyes Católicos. 

## Su vida
Todas las composiciones religiosas que se han conservado de este compositor se hallan en el manuscrito "Tarazona, Archivo Capitular de la Catedral, ms. 2/3", que probablemente procede de Sevilla. En ellas aparece nombrado como Alonso Dalba, Alonso Dalva o Alonso de Alva, salvo en un Agnus Dei, en el que aparece citado por su nombre completo: Alonso Pérez Dalva.
Existen dos personas que pueden ser identificados con este compositor:
1. El primero es un tal Alonso de Alva, quien el 25 de enero de 1503 fue nombrado maestro de capilla en la Catedral de Sevilla, sucediendo a Francisco de la Torre. Murió antes del 4 de septiembre de 1504.
2. El segundo de ellos es Alonso de Alba, nacido en Madrigal de las Altas Torres, el cual, aparece en los registros de la capilla real de la corte castellana. Su nombre aparece por primera vez siendo capellán de la reina Isabel de Portugal en 1494,[2] y lo fue hasta que ella murió el 15 de agosto de 1496.[3] Desde el 10 de septiembre de 1497 lo encontramos como capellán de su hija Isabel la Católica, hasta su muerte en 1504, acompañando su cadáver para su entierro en Granada.[2] En 1500 aparece como sacristán del infante don Fernando, y su sacristán y capellán en 1505.[2] Con los mismos oficios sirve desde 1507 a Juana la Loca.[2] Con el retiro de esta última a Tordesillas, Alonso de Alba se trasladó también allí junto con el resto de la capilla. Desde 1512 hasta 1519 sirvió en la capilla con el título de "capellán y sacristán mayor". Finalmente murió el 14 de agosto de 1522. Durante su vida fue recompensado con varios beneficios eclesiásticos: en 1501 es nombrado Archidiácono de la Catedral de Jaén y en 1505 canónigo en la Catedral de Segovia.

## Su obra
Se han conservado un total de 22 obras de Alonso Pérez de Alba. De ellas 21 son religiosas y se hallan todas ellas en el manuscrito "Tarazona, Archivo Capitular de la Catedral, ms. 2/3", de probable origen sevillano como ya se ha dicho. La única obra de carácter profano, "No me le digáis mal, madre", se halla en el famoso Cancionero de Palacio. Algunos autores señalan la posibilidad de que las 11 piezas que en este último cancionero vienen encabezadas bajo el nombre de Alonso, sin especificar el apellido, se deban también a Alonso de Alba, sobre todo por la semejanza en el estilo (aunque podrían deberse a otros autores como Alonso del Toro o Alonso de Mondéjar, también con obras en dicho cancionero).
A continuación se detallan las obras conservadas de Alonso Pérez de Alba. Los códigos de la columna de "Fuentes" musicales se especifican más abajo. Los de la columna de "Grabaciones" se especifican en la sección de "Discografía".
| N.º              | Obra                                | Voces | Forma musical | Fuentes  | Grabaciones   | Comentarios |
| Obras religiosas |                                     |       |               |          |               | |
| ---------------- | ----------------------------------- | ----- | ------------- | -------- | ------------- | --- |
| 1                | Misa                                | 3     | misa          | TAR      |               | |
| 2                | Agnus Dei de la misa Rex virginum   | 4     | Agnus Dei     | TAR      |               | El resto de las partes de la misa fueron compuestos por Pedro de Escobar (Kyrie), Francisco de Peñalosa (Gloria y Credo) y Pedro Hernandes (Sanctus). |
| 3                | O felix Maria                       | 4     | motete        | TAR      |               | |
| 4                | O sacrum convivium                  | 4     | motete        | TAR      |               | |
| 5                | Stabat mater dolorosa               | 3     | motete        | TAR      | HIL           | |
| 6                | Te ergo quaesumus                   | 4     | motete        | TAR      |               | |
| 7                | Beata nobis gaudia                  | 4     | himno         | TAR      |               | |
| 8                | Christe, redemptor omnium           | 4     | himno         | TAR      |               | |
| 9                | Tibi Christe, splendor Patris       | 4     | himno         | TAR      |               | |
| 10               | Ut queant laxis                     | 4     | himno         | TAR      | MUN           | |
| 11               | Veni Creator Spiritus               | 4     | himno         | TAR, CMS | SAB, ODH, MIN | |
| 12               | Vexilla Regis                       | 4     | himno         | TAR      |               | |
| 13               | Ave Maria                           | 3     | antífona      | TAR      |               | |
| 14               | Vidi aquam (I)                      | 4     | antífona      | TAR      |               | |
| 15               | Vidi aquam (II)                     | 4     | antífona      | TAR      |               | |
| 16               | Alleluia, Angelus Domini descendit1 | 3     | Alleluia      | TAR      |               | |
| 17               | Alleluia, Ascendo ad Patrem         | 3     | Alleluia      | TAR      |               | |
| 18               | Alleluia, Assumpta est Maria1       | 3     | Alleluia      | TAR      |               | |
| 19               | Alleluia, Nativitas tua1            | 3     | Alleluia      | TAR      |               | |
| 20               | Alleluia, O adoranda Trinitas1      | 3     | Alleluia      | TAR      |               | |
| 21               | Alleluia, Vidimus stellam           | 4     | Alleluia      | TAR      |               | |
| Obras profanas   |                                     |       |               |          |               | |
| 22               | No me le digáis mal, madre          | 4     | villancico    | CMP      | DAN           | |

(1) obra anónima atribuida a Alonso Pérez de Alba por su estilo compositivo.
Estas obras se encuentran en las siguientes fuentes:
- TAR - Tarazona, Archivo Capitular de la Catedral, ms. 2/3 (E-TZ 2/3)
- CMP - Madrid, Biblioteca Real, MS II - 1335 (Cancionero de Palacio)
- CMS - Segovia, Catedral, Archivo Capitular, s.s. (E-SE s.s) (Cancionero de Segovia)
- CML - Lisboa, Biblioteca Nacional Colecçāo Dr. Ivo Cruz, MS 60 (P-Ln Res C.I.C. 60) (Cancionero de Lisboa)

## Discografía
- 1973 - [MUN] Music from the court of Ferdinand and Isabella. Early Music Consort of London. David Munrow. EMI (Japan) TOCE-6198.
- 1989 - [DAN] El Cancionero Musical de Palacio. Musik aus der Zeit der Katholischen Könige in Spanien, 1450-1550.  Ensemble Danserye. Preiser Records 90028.
- 1991 - [HIL] Spanish and Mexican Renaissance Vocal Music. Music in the Age of Columbus / Music in the New World.  Hilliard Ensemble. EMI Reflexe 54341.
- 1992 - [SAB] Música litúrgica en la España de Colón. Cancionero de Segovia. Grupo de Música "Alfonso X el Sabio". Luis Lozano Virumbrales. Decca 436 116-2
- 1998 - [MIN] Court and Cathedral. The two worlds of Francisco de Peñalosa. Concentus Musicus Minnesota. Arthur Maud.  Meridian 84406.
- 2007 - [ODH] Peñalosa: Un Libro de Horas de Isabel La Católica. Odhecaton. Paolo Da Col. Bongiovanni 5623.